# Zelfportret met ouders, broers en zussen
Zelfportret met ouders, broers en zussen is een doek gemaakt door de barokschilder Jacques Jordaens rond 1615. Het hangt in het Hermitage in de Russische stad Sint-Petersburg. 

## Voorstelling
De schilder heeft zichzelf links afgebeeld met een luit. Zijn vader Jacob senior, linnenhandelaar, houdt naast hem een glas wijn vast. Rechts zit moeder Barbara van Wolshaten omringd door haar kinderen: op haar schoot Elizabeth, in de voorgrond de tweeling Abraham en Isaac, links Maria en rechts Catherine. Het omhoog kijkende meisje is Anna, en tussen haar en vader zien we Magdalena. De dienstmeid bovenaan links brengt een schaal fruit. Putti met lauriertakken stellen wellicht de zielen van drie overleden dochtertjes voor. Symboliek is nadrukkelijk aanwezig: een luit voor harmonie, een hond en druivenranken voor huwelijkstrouw, brood en wijn voor de eucharistie en katholieke gezindheid.

## Analyse
De compositie lijkt inspiratie te putten uit De besnijdenis (en) van Rubens. Men vermoedt dat Jordaens het portret maakte ter gelegenheid van zijn toelating tot de Antwerpse Sint-Lucasgilde in 1615. Voor de 22 jaar die hij toen ongeveer had, is het een erg matuur werk. Een gelijkaardig schilderij maakte Jordaens in 1616 met zijn schoonfamilie (Zelfportret met de familie Adam van Noort). Omstreeks 1640 paste hij een aantal details aan, zoals blijkt uit overschilderingen. 

## Historiek
Lange tijd bleef het Zelfportret met ouders, broers en zussen in het bezit van de familie Jordaens. Begin 18e eeuw werd het aangekocht door hertog Henry Bentinck en vervolgens door Robert Walpole voor Houghton Hall. Zoon Horace verkocht zijn collectie in 1778 aan tsarin Catharina de Grote, die de Jordaens vanaf 1779 onderbracht in het Hermitage. Hoewel in 1722 nog correct geïdentificeerd door Werth, dacht men toen al dat het een familieportret van Rubens was en later van Adam van Noort. Pas in 1940 herkende Held weer de familie Jordaens.